# Баржоль
Баржоль (фр. Barjols, окс. Barjòus) — коммуна на юго-востоке Франции в регионе Прованс — Альпы — Лазурный берег, департамент Вар, округ Бриньоль, кантон Сен-Максимен-ла-Сент-Бом.
Площадь коммуны — 30,06 км², население — 2974 человека (2006) с тенденцией к росту: 3080 человек (2012), плотность населения — 102,0 чел/км².

## Население
Население коммуны в 2011 году составляло 3069 человек, а в 2012 году — 3080 человек.
| 1962 | 1968 | 1975 | 1982 | 1990 | 1999 | 2006 | 2007 | 2011 | 2012 |
| ---- | ---- | ---- | ---- | ---- | ---- | ---- | ---- | ---- | ---- |
| 2228 | 2150 | 2092 | 2016 | 2166 | 2414 | 2974 | 3041 | 3069 | 3080 |

Динамика населения:

## Экономика
В 2010 году из 1733 человек трудоспособного возраста (от 15 до 64 лет) 1158 были экономически активными, 575 — неактивными (показатель активности 66,8 %, в 1999 году — 64,3 %). Из 1158 активных трудоспособных жителей работали 976 человек (520 мужчин и 456 женщин), 182 числились безработными (84 мужчины и 98 женщин). Среди 575 трудоспособных неактивных граждан 99 были учениками либо студентами, 230 — пенсионерами, а ещё 246 — были неактивны в силу других причин.
На протяжении 2010 года в коммуне числилось 1366 облагаемых налогом домохозяйств, в которых проживало 3004,0 человека. При этом медиана доходов составила 16 135 евро на одного налогоплательщика.